# Bærperikon
Bærperikon (Hypericum androsaemum) er en stedsegrøn busk med en opstigende til udbredt, tæt forgrenet vækst.

## Kendetegn
På sidegrenene findes to smalle, langsgående lister. De læderagtige blade er modsat stillede uden stilk, og de er hele og ægformede med hel rand. Oversiden er mørkegrøn med gennemsigtige oliekirtler, mens undersiden er blågrøn. Blomstringen foregår i juni-august, hvor man finder blomsterne siddende enkeltvis eller få sammen i små stande fra bladhjørnerne. De enkelte blomster er 5-tallige og regelmæssige med gule kronblade. Frugterne er kugleformede til ægformede bær, som først er rødbrune, men som bliver sorte og blanke ved modenhed.
Rodsystemet består af mange, vidt udbredte, seje rødder, som er i stand til at sætte rodskud.
Planten når maksimalt en højde på ca. 1,5 m og en kronebredde, der er en smule større

## Hjemsted
Bærperikon har sin naturlige udbredelse i Nordafrika, Mellemøsten, Kaukasus, Centralasien og det sydlige og vestlige Europa. Alle steder er arten knyttet til let skyggede voksesteder med en humusrig, vedvarende fugtig jord. 
I de blandede løvskove syd og sydvest for det Kaspiske Hav og i Alborz-bjergene findes arten på skyggede steder med fugtig eller våd bund sammen med bl.a. Acer insigne (en art af løn), ask, almindelig buksbom, almindelig figen, almindelig nældetræ, almindelig skovranke, almindelig vin, asiatisk kaki, bittersød natskygge, finnet bispehue, Gleditsia caspica (en art af tretorn), granatæble, græsk træranke, iransk el, kaukasisk vedbend, kaukasisk vingevalnød, korbær, kristustorn, laurbærkirsebær, lægejasmin, mispel, paternostertræ, Populus caspica (en art af poppel), Prunus caspica (en art af kirsebær), rødel, Sambucus edulis (en art af hyld), silkerosentræ, skørpil, Smilax excelsa (en art af sarsaparil), sort morbær, Tamus communis (en art af yams) og Teucrium hyrcanus (en art af kortlæbe).

## Galleri
|  |  |
|  |  |

## Note
1. ↑  biome-explorer.net: Hyrcanian Montane Forest Arkiveret 16. april 2014 hos  Wayback Machine - grundig og overskuelig oversigt over områdets vegetationstyper på (engelsk)